# Herman Johan Selderhuis
Herman Johan Selderhuis (* 21. Mai 1961 in Enschede) ist ein niederländischer Theologe reformierten Bekenntnisses.

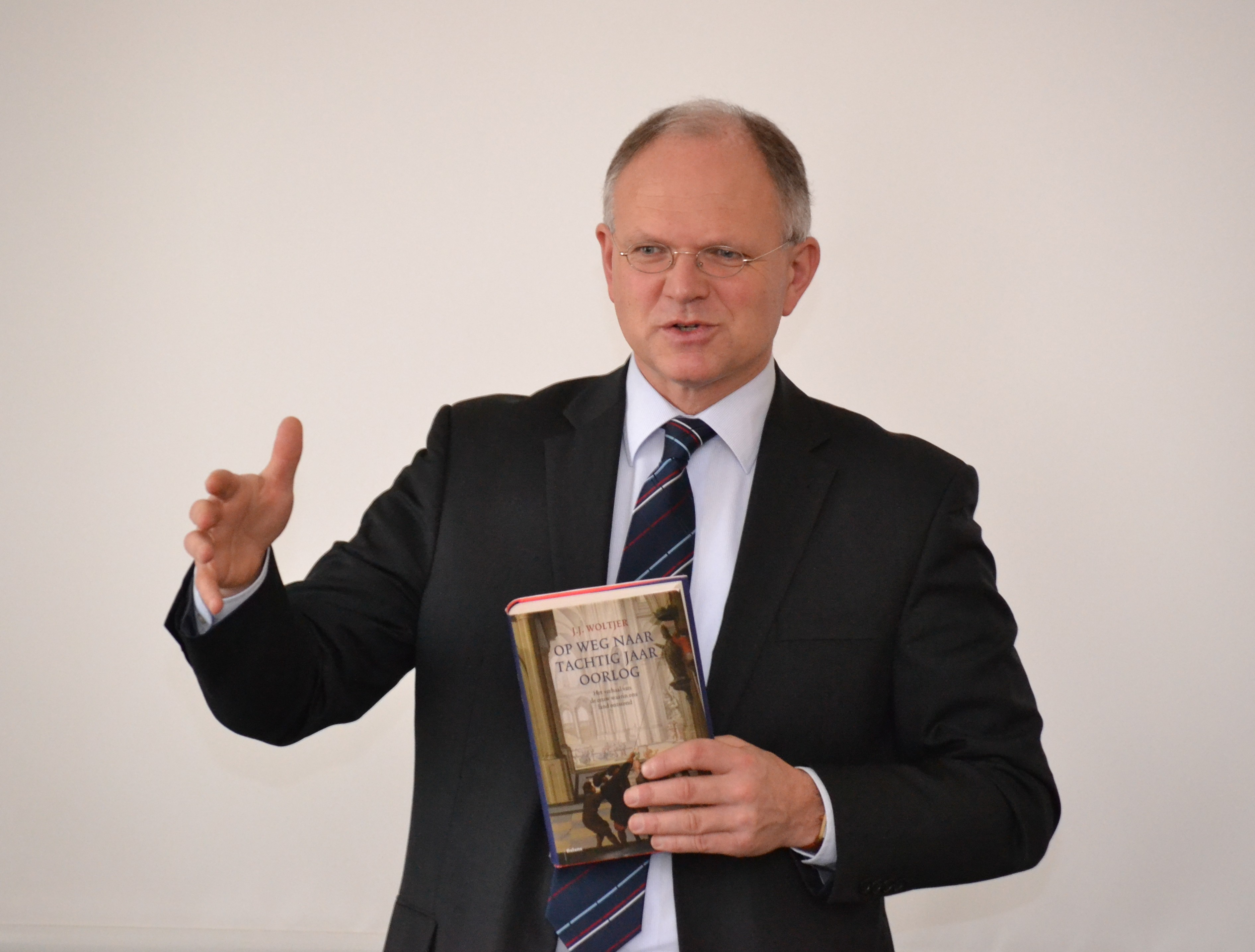

## Leben
Herman Johan Selderhuis studierte von 1980 bis 1987 evangelische Theologie an der Theologischen Universität Apeldoorn in den Niederlanden. In den Jahren von 1987 bis 1997 war er als Pfarrer in mehreren Gemeinden der Christlichen Reformierten Kirchen tätig. 1994 wurde er mit einer Dissertation zum Thema Ehe und Ehescheidung bei Martin Bucer (Huwelijk en echtscheiding bij Martin Bucer, engl. Ausgabe: Marriage and Divorce in the thought of Martin Bucer, 1999) promoviert.
1997 wurde er zum Professor für Kirchengeschichte und Kirchenrecht an der Theologischen Universität Apeldoorn berufen und wurde dort Direktor des Instituts für Reformationsforschung. Von 2010 bis 2017 war er Wissenschaftlicher Kurator der Johannes a Lasco Bibliothek in Emden. Er ist Vorsitzender des Niederländischen Vereins für Kirchengeschichte. 
Selderhuis war Initiator von Refo500, einer Stiftung, die im Vorfeld des Jahres 2017, dem fünfhundertsten Jubiläum des Thesenanschlags von Marin Luther, die Bedeutung der Reformation für die Gegenwart in das öffentliche Bewusstsein rücken will. Seit Gründung der Stiftung im Dezember 2009 ist Selderhuis Stiftungsdirektor.
Im November 2020 wurde Herman J. Selderhuis Mitglied in den Vorstand der Stiftung der internationalen Martin Luther Stiftung gewählt. Bereits seit 2012 engagiert sich als Mitglied im Kuratorium und wechselt 2020 in den Vorstand der Internationalen Martin Luther Stiftung.

## Wirken
Selderhuis gilt als Autorität in der Reformationsforschung, insbesondere in der Erforschung der Person und Theologie des Genfer Reformators Johannes Calvin. Selderhuis ist bemüht, das Bild Calvins als das eines finsteren, puritanischen Fanatikers zurechtzurücken, indem er Calvins Handeln aus seiner Biografie und den historischen Begebenheiten heraus deutet. Selderhuis weist darauf hin, dass Calvin unter den großen Reformatoren, etwa verglichen mit Luther, eine weniger bedeutende Position einnimmt. Doch seine Bedeutung für die reformierte Theologie sei „normativer“ als die Luthers für die lutherische Tradition. 

## Schriften (Auswahl)
- Gott in der Mitte. Calvins Theologie der Psalmen. Evangelische Verlagsanstalt, Leipzig 2004.
- Johannes Calvin. Mensch zwischen Zuversicht und Zweifel. Gütersloher Verlagshaus, Gütersloh 2009.
- Calvin Handbuch. J.C.B. Mohr, Tübingen 2009.